# Cadena Ralik
La cadena Ralik (en marshalés Rālik, [rˠɑ͡ææ̯lʲi͡ɯk]) es una cadena de islas dentro de las Islas Marshall. La palabra "Ralik" significa “puesta del sol”. Se ubica al oeste de la cadena Ratak.

## Islas
Los atolones e islas aisladas que conforman la cadena Ralik son:
Atolones:
- Ailinginae
- Ailinglaplap
- Bikini
- Ebon
- Enewetak
- Jaluit
- Kwajalein
- Lae
- Namdrik
- Namu
- Rongerik
- Rongelap
- Ujae
- Ujelang
- Wotho

Islas:
- Jabat
- Kili
- Lib